# El tesoro (novela)
El tesoro es una novela del autor vallisoletano Miguel Delibes, publicada en 1985. La motivación del autor era realizar una crítica del abandono del campo castellano. Fue adaptada al cine, con el mismo título, por Antonio Mercero en 1988.

## Argumento
Jero, arqueólogo y profesor de la Universidad de Madrid recibe una llamada en la que se le informa de un descubrimiento efectuado en un castro que se encuentra en la localidad de Gamones. Sin tiempo que perder, se dirige al lugar junto a su superior para realizar las investigaciones pertinentes. 